# Jhelam (Stadt)

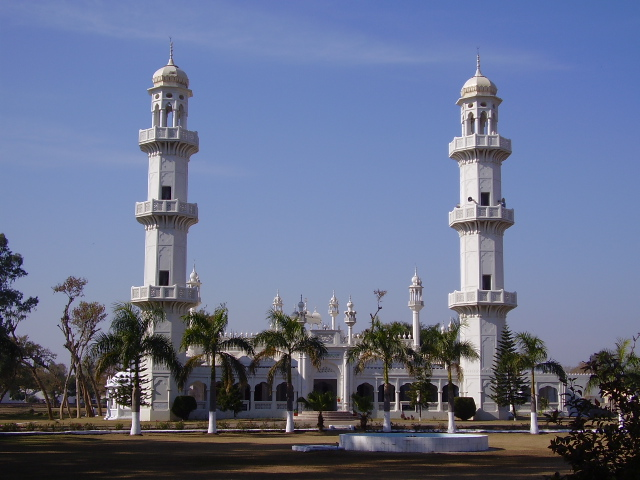
Moschee in Jhelam

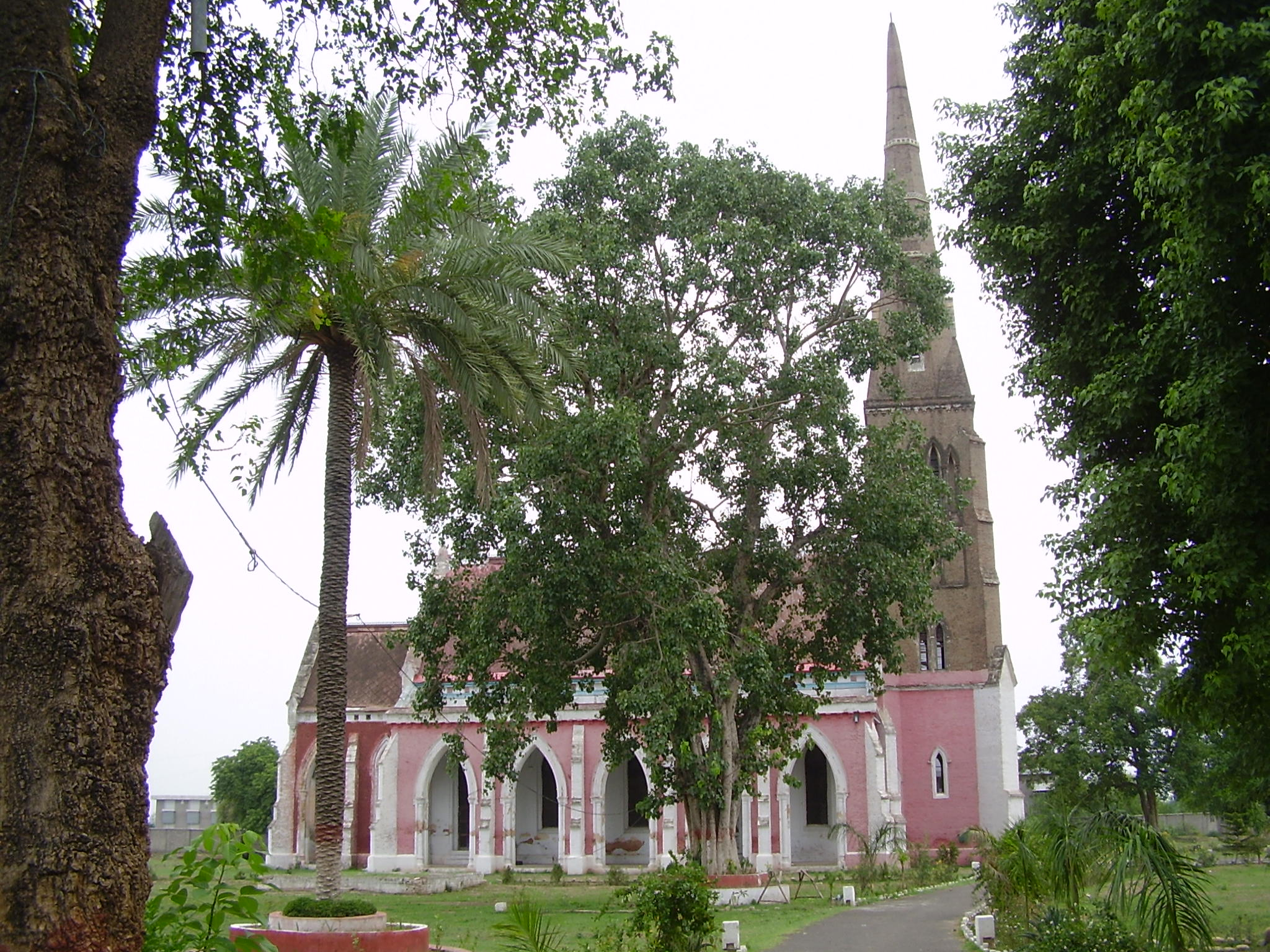
St. John’s Church

Jhelam (Panjabi: Shahmukhi: جہلم, Gurmukhi: ਜੇਹਲਮ, Jehalam; englisch Jhelum) ist eine Stadt im Norden der pakistanischen Provinz Punjab mit 179.149 Einwohnern gem. Zensus von 2017. Sie ist Hauptstadt des Distrikts Jhelam. Jhelam liegt am gleichnamigen Fluss; am gegenüberliegenden Ufer liegt die kleinere Stadt Sarai Alamgir mit einer bekannten Militärschule.
Die Stadt wurde einst von Alexander dem Großen unter dem Namen Alexandreia Bukephalos gegründet, nachdem sein Pferd Bukephalos hier die Schlacht am Hydaspes nicht überlebt hatte. Eines der markantesten Gebäude der Stadt ist die 1860 fertiggestellte anglikanische St.John’s Church mit ihrem weithin sichtbaren Turm.
Unweit von Jhelam befinden sich die Festung Rohtas, die Weltkulturerbe der UNESCO ist, der Katas-Raj-Tempel sowie das Salzbergwerk Khewra, das zweitgrößte Salzbergwerk der Erde.

## Söhne und Töchter der Stadt
- Amjad Bashir (* 1952), britischer Politiker
- Mohammed Afzal Khan (* 1958), britischer Politiker